# Медржицкая, Дана
Дана Медржицкая (чеш. Dana Medřická; 11 июля 1920[…], Прага[…] — 21 января 1983[…], Прага[…]) — чехословацкая актриса театра и кино. Заслуженная артистка Чехословакии (1966). Лауреат Государственной премии Чехословакии имени Клемента Готвальда (1958).

## Биография
Дана Медржицкая родилась 11 июля 1920 года в чехословацком городе Прага (сейчас в Чехии) в семье бухгалтера.
Желание играть в театре у неё появилось ещё в детстве, когда она увидела спектакль «Радуз и Магулена». Отец выступал против сценической карьеры, однако мать поддерживала Дану.
В 8-летнем возрасте она играла в театральной группе сокольской гимназии в районе Бубенеч, во время учёбы в средней школе — в театральной группе «Художественные беседы» Франи Францла. Кроме того, брала уроки мастерства у актрисы Анны Суханковой.
В 1939 году окончила гимназию на улице Душни. В 1939—1940 годах училась в Пражской консерватории, однако, несмотря на запрет от учебного заведения, продолжала выходить на сцену под псевдонимом Даня Чехова. 
Покинув консерваторию, оставила также «Художественные беседы» и перебралась в Национальный театр в Брно, в котором служила в 1940—1941 годах, до того момента, когда его закрыли немецкие оккупанты. Впоследствии была актрисой в Пльзене (1942—1943), в столичных театрах «Урания» (1943—1945), театре 5 Мая (1945), театре на Виноградах (1945—1951), Пражском городском театре (1951—1959). 1 января 1960 года поступила в труппу Национального театра, в котором играла до конца жизни. В 1978 году стала почётным членом театра.
Была членом Коммунистической партии Чехословакии, однако вышла из неё в 1968 году.
Лауреат Государственной премии Чехословакии имени Клемента Готвальда за театральные постановки в муниципальных театрах Праги (1958). Заслуженная артистка Чехословакии (1966). Лауреат венгерской государственной премии «За социалистическую культуру» за спектакль «Кошки-мышки» (1979). Обладатель приза «Муза пражской киноиндустрии» по итогам 1969 года.
Умерла 21 января 1983 года в Праге в результате сердечного приступа. В последнее время страдала от сердечных болей, однако отказывалась от обследований. Инфаркт, от которого скончалась Медржицкая, был для неё уже третьим.
У Медржицкой нет могилы: по словам сына Вацлава Выдры, она просила развеять её прах. «Мама много раз рассказывала, что будет, когда она умрёт. Она особенно хотела, чтобы её тело было кремировано, а прах развеян вместе с другими ее близкими. Я даже слышать об этом не хотел. Только когда она умерла, я понял, почему она так об этом говорила, и сделал всё, как она хотела. Кладбище не было местом для неё, она теперь с нами везде, где бы мы ни пожелали её видеть. Она живёт в наших сердцах», — писал он в биографической книге «Ваша Дана Медржицкая».

## Творчество
Игру Медржицкой отличала выразительная экспрессия, индивидуалистичная импровизация, она играла современно, эмоционально и гротескно. В отличие от актёров старой школы, она была лишена пафоса, мелодраматической экспрессии. Медржицкая успешно справлялась с драматическими ролями, но особенно выделялась комедийными.
Среди спектаклей, в которых играла Медржицкая, — «Сон в летнюю ночь» по Уильяму Шекспиру, «Три сестры», «Дядя Ваня» и «Чайка» по Антону Чехову, «Мамаша Кураж» по Бертольту Брехту, «Трамвай „Желание“» по Теннесси Уильямсу. Критики высоко оценили её роли Амели («Неаполь, город миллионов»), Лизы («Торговец дождём»), Бланш («Трамвай „Желание“»), Ла Понсии («Дом донны Бернарды»).

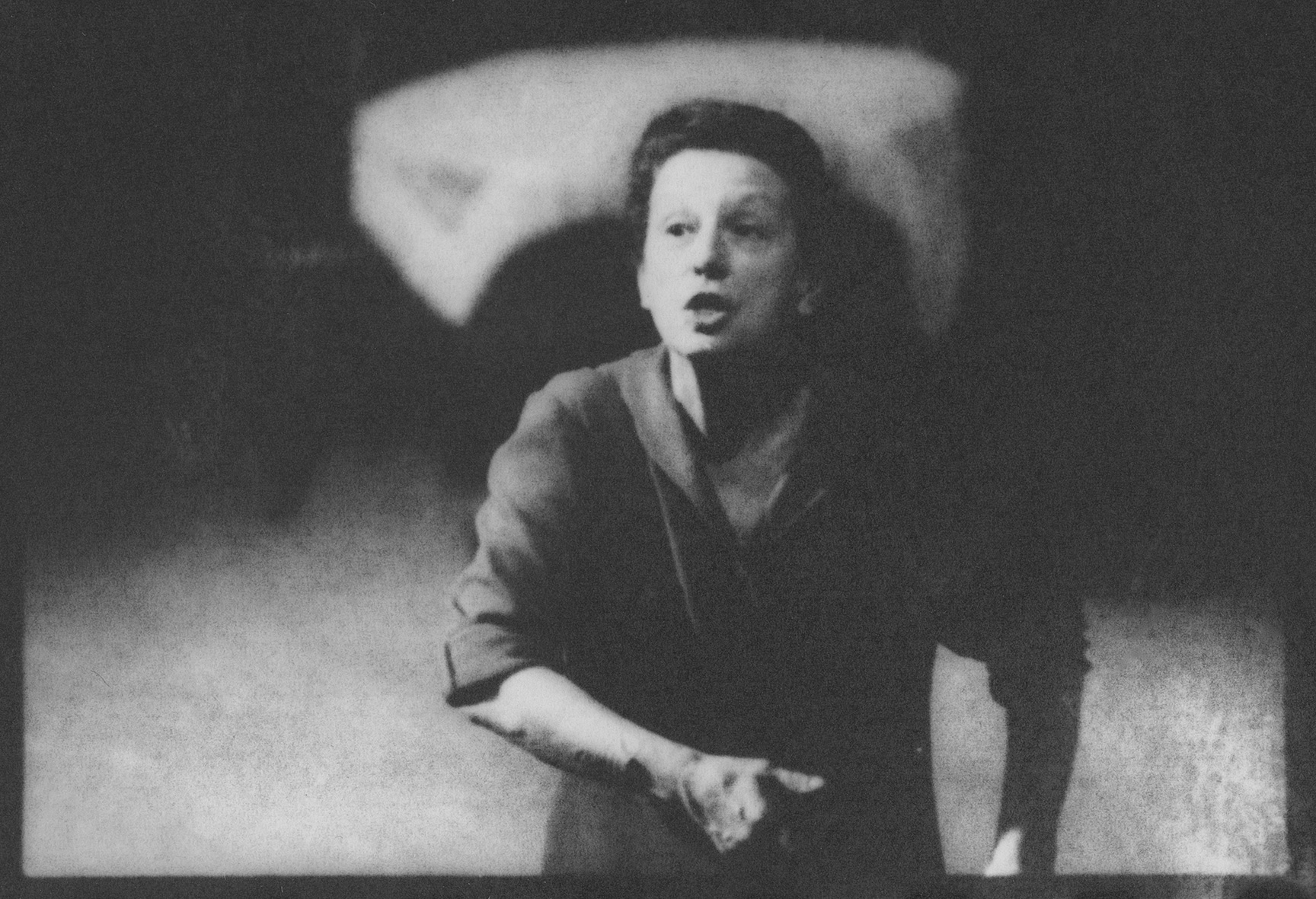
Дана Медржицкая в роли Эржи Орбан в спектакле пражского Национального театра «Кошки-мышки», 1974 год

Самым успешным спектаклем стала «Кошки-мышки» по пьесе венгерского драматурга Иштвана Эркеня. Изначально руководство театра планировало ввести неудобную актрису в спектакль ниже среднего уровня, однако Медржицкая, исполнившая роль Эржи Орбан, и её коллега Власта Фабианова сделали постановку самой успешной в истории Национального театра: за девять лет шла на сцене 403 раза, что стало рекордом Национального театра. За эту роль актриса была удостоена венгерской государственной премии «За социалистическую культуру».
Первым кинофильмом Медржицкой стала лента «Роковая порода» (1944), в которой она сыграла роль Анки. В основном в кино она воплощала персонажей второго плана, однако они были запоминающимися. Среди них было много ролей матерей, бабушек, тёть и жён. Среди запомнившихся персонажей, сыгранных Медржицкой, — доцент Беранкова в комедии «Кто хочет убить Джесси?», причудливая бабушка в «Лете с ковбоем», заботливая мать в драме «День моей любви», тётя Геда в комедии «Полдома без жениха».
При этом в телефильмах она смогла проявить себя более широко, чем в кинематографе. Наиболее известны её телероли злой и хитрой Петронилы Конопковой в «Истории Душичковой», королевы Ньолы в «Радузе и Магулене», мачехи в «Золушке», хрупкой Марии Дочкаловой в «Ромео и Джульетте в конце ноября», гордой церковницы в «Енуфе», слегка ненормальной Ганаковой в «Такой нормальной семье», Ульчова в сериале «Жил-был дом», эксцентричного доктора Фастовой в «Больнице на окраине города» или добросердечной учительницы Зматликовой в сериале «Мы все, обязательно посещающие школу». Эта роль стала для Медржицкой последней: она умерла во время съёмок. Режиссёр Лудвик Раж не стал переснимать её сцены с другой актрисой и оставил кадры с игрой Медржицкой.
Кроме того, с успехом работала на радио, участвуя в постановках.

## Семья

Чешская почтовая марка с портретом Даны Медржицкой

Отец — Ярослав, бухгалтер. Мать — Мария, домохозяйка. У Даны также был брат.
Первый муж — Вацлав Выдра (1902—1979), чехословацкий актёр. Поженились в 1945 году.
Сын — Вацлав Выдра (1946 — 1946 или 1947).
Сын — Вацлав Выдра (род. 1956).
Второй муж — Артемий Пресьоза Угарте, испанский предприниматель. Поженились в 1981 году.

## Память

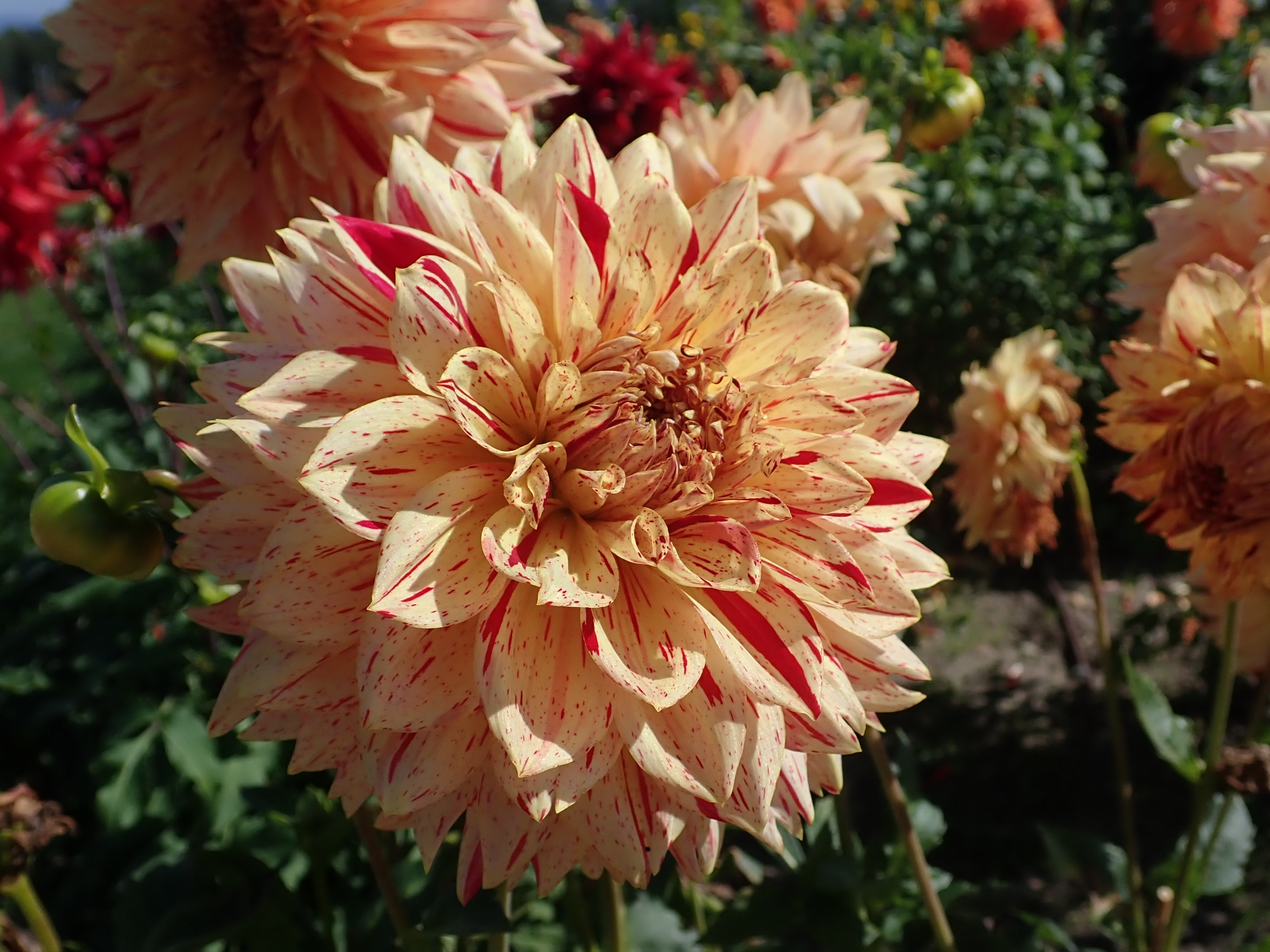
Георгин «Дана Медржицкая»

В 1995 году была опубликована книга воспоминаний сына актрисы Вацлава Выдры и Богумилы Списаровой «Ваша Дана Медржицкая» (Vaše Dana Medřická).
В пражском Национальном театре на правой лестнице между первым этажом и первым балконом установлен бюст Медржицкой.
23 октября 2019 года чешская почта выпустила марку с портретом Даны Медржицкой номиналом 23 кроны и художественный блок, на котором также изображён актёр Радован Лукавский.
Именем актрисы назван сорт георгин «Дана Медржицкая».